# Phó Tổng thống Angola
Phó Tổng thống Angola là chức vị quan trọng thứ 2 trong chính trị Angola; còn được biết là phó nguyên thủ quốc gia.

## Khóa
Chính đảng
- Đảng Phong trào Nhân dân Giải phóng Angola (MPLA)

## Phó Tổng thống Angola (2010–nay)
| Stt             | Chân dung       | Tên (Sinh–Mất)                              | Nhiệm kỳ        | Nhiệm kỳ        | Chính đảng                                 |
| Cộng hòa Angola | Cộng hòa Angola | Cộng hòa Angola                             | Cộng hòa Angola | Cộng hòa Angola | Cộng hòa Angola                            |
| --------------- | --------------- | ------------------------------------------- | --------------- | --------------- | ------------------------------------------ |
| 1               |                 | Fernando da Piedade Dias dos Santos (1950–) | 18/2/2010       | 26/9/2012       | Đảng Phong trào Nhân dân Giải phóng Angola |
| 2               |                 | Manuel Vicente (1956–)                      | 26/9/2012       | 26/9/2017       | Đảng Phong trào Nhân dân Giải phóng Angola |
| 3               |                 | Bornito de Sousa (1953–)                    | 26/9/2017       | nay             | Đảng Phong trào Nhân dân Giải phóng Angola |